# Cẩm Bình, thành phố Hà Tĩnh
Cẩm Bình là một xã thuộc thành phố Hà Tĩnh, tỉnh Hà Tĩnh, Việt Nam.

## Địa lý
Cẩm Bình có các mặt giáp với các xã Cẩm Thành, Cẩm Vịnh, Cẩm Quang huyện Cẩm Xuyên, các xã Thạch Thắng, Thạch Hội huyện Thạch Hà và xã Thạch Bình thành phố Hà Tĩnh.
Xã Cẩm Bình có diện tích 10,86 km², dân số năm 2023 là 7.016 người, mật độ dân số đạt 646 người/km².

## Hành chính
Xã Cẩm Bình được chia thành 6 thôn: Bình Minh, Bình Quang, Bình Tân, Bình Tiến, Bình Vinh, Đông Nam Lý.

## Lịch sử
Ngày 17 tháng 7 năm 2019, HĐND tỉnh Hà Tĩnh ban hành Nghị quyết số 157/NQ-HĐND về việc:
- Thành lập thôn Yên Bình trên cơ sở thôn Bắc Tiến và thôn Nam Tiến.
- Thành lập thôn Đông Nam Lý trên cơ sở thôn Nam Lý và một phần của thôn Đông Châu.
- Thành lập thôn Bình Quang trên cơ sở thôn Trung Trạm và phần còn lại của thôn Đông Châu.

Ngày 18 tháng 7 năm 2024, HĐND tỉnh Hà Tĩnh ban hành Nghị quyết số 188/NQ-HĐND về việc:
- Thành lập thôn Bình Vinh trên cơ sở thôn Vinh Thái và thôn Đông Vinh.
- Thành lập thôn Bình Tân trên cơ sở thôn Bình Luật và thôn Tân An.
- Thành lập thôn Bình Tiến trên cơ sở thôn Đông Trung và thôn Yên Bình.

Ngày 14 tháng 11 năm 2024, Ủy ban Thường vụ Quốc hội ban hành Nghị quyết số 1283/NQ-UBTVQH15 về việc sắp xếp đơn vị hành chính cấp huyện, cấp xã của tỉnh Hà Tĩnh giai đoạn 2023 – 2025 (nghị quyết có hiệu lực từ ngày 1 tháng 1 năm 2025). Theo đó, sáp nhập xã Cẩm Bình thuộc huyện Cẩm Xuyên vào thành phố Hà Tĩnh quản lý.